# پیپت سینه‌اخرایی
پیپت سینه‌اخرایی (نام علمی:  Anthus nattereri) گنجشک‌سانی از خانوادهٔ دم‌جنبانک‌هاست که در آرژانتین، برزیل و پاراگوئه در آمریکای جنوبی یافت می‌شود. تولیدمثل این پرنده احتمالاً هر دو سال یکبار است.

## زیستگاه
پپیت سینه‌اخرایی در جنوب شرقی برزیل، جنوب پاراگوئه و شمال آرژانتین می‌زید. این پرنده زمانی از پراکندگی بسیاری در برزیل برخوردار بود اما اینک جمعیت آن به‌شدت رو به کاهش گذاشته است.
این پرنده عمدتاً در چمنزارهای خشک ساکن است و پرندگان نر، در مزارع جدید اکالیپتوس نیز دیده شده‌اند. این پرنده می‌تواند کوتاهی علف‌هایی را که پس از آتش‌زدن مراتع (در برزیل) یا چرای سبک (در آرژانتین و پاراگوئه) دوباره می‌رویند را تاب آورد. اما سوزاندن سالیانهٔ چمنزارها برای آن قابل تحمل نیست.

## وضعیت بقا
جمعیت پپیت سینه‌اخرایی به‌دلیل نابودی زیستگاه‌هایش رو به کاهش گذاشته و بقای آن در معرض خطر قرار گرفته است که در نتیجه، نام این پرنده در فهرست سرخ گونه‌های در معرض خطر اتحادیه بین‌المللی حفاظت از طبیعت، جزء گونه‌های آسیب‌پذیر جای گرفته‌است.